# Gardere
Gardere és una població dels Estats Units a l'estat de Louisiana. Segons el cens del 2000 tenia 8.992 habitants.

## Demografia
Segons el cens del 2000, Gardere tenia 8.992 habitants, 3.216 habitatges, i 2.010 famílies. La densitat de població era de 1.039,5 habitants/km².
Dels 3.216 habitatges en un 43,5% hi vivien nens de menys de 18 anys, en un 29,7% hi vivien parelles casades, en un 26,9% dones solteres, i en un 37,5% no eren unitats familiars. En el 21,6% dels habitatges hi vivien persones soles el 0,8% de les quals corresponia a persones de 65 anys o més que vivien soles. El nombre mitjà de persones vivint en cada habitatge era de 2,79 i el nombre mitjà de persones que vivien en cada família era de 3,34.
Per edats la població es repartia de la següent manera: un 33,7% tenia menys de 18 anys, un 20% entre 18 i 24, un 34,8% entre 25 i 44, un 10,3% de 45 a 60 i un 1,3% 65 anys o més.
L'edat mediana era de 24 anys. Per cada 100 dones de 18 o més anys hi havia 89,9 homes.
La renda mediana per habitatge era de 26.223 $ i la renda mediana per família de 27.550 $. Els homes tenien una renda mediana de 27.219 $ mentre que les dones 20.735 $. La renda per capita de la població era d'11.448 $. Entorn del 22,7% de les famílies i el 27,8% de la població estaven per davall del llindar de pobresa.

## Poblacions més properes
El següent diagrama mostra les poblacions més properes.